# Basquetebol em cadeira de rodas nos Jogos Paralímpicos de Verão de 2024
As competições de basquetebol em cadeira de rodas nos Jogos Paralímpicos de Verão de 2024 foram disputadas entre 29 de agosto e 8 de setembro de 2024 na Beicy Arena, no Paris, França. São cerca de 192 atletas, divididos em 8 equipes masculinas e 8 equipes femininas, uma redução de quatro equipes entre os homens e duas entre as mulheres em relação aos jogos anteriores, visando igualar os gêneros.

## Participantes

### Masculino
| Método de qualificação               | Data                      | Sede        | Vagas | Qualificados                                         | Ref. |
| ------------------------------------ | ------------------------- | ----------- | ----- | ---------------------------------------------------- | ---- |
| Campeonato Europeu de 2023           | 8–20 de agosto de 2023    | Roterdão    | 2     | ESP Espanha GBR Grã-Bretanha                         |      |
| Jogos Parapan-Americanos de 2023     | 17–26 de novembro de 2023 | Santiago    | 1     | USA Estados Unidos                                   |      |
| Campeonato Asiático-Oceânico de 2024 | 12–20 de janeiro de 2024  | Banguecoque | 1     | AUS Austrália                                        |      |
| Repescagem                           | 17–20 de abril de 2024    | Antibes     | 4     | GER Alemanha CAN Canadá FRA França NED Países Baixos |      |

### Feminino
| Método de qualificação               | Data                      | Sede        | Vagas | Qualificados                                  | Ref. |
| ------------------------------------ | ------------------------- | ----------- | ----- | --------------------------------------------- | ---- |
| Campeonato Europeu de 2023           | 8–20 de agosto de 2023    | Roterdão    | 2     | GBR Grã-Bretanha NED Países Baixos            |      |
| Jogos Parapan-Americanos de 2023     | 17–26 de novembro de 2023 | Santiago    | 1     | USA Estados Unidos                            |      |
| Campeonato Asiático-Oceânico de 2024 | 12–20 de janeiro de 2024  | Banguecoque | 1     | CHN China                                     |      |
| Repescagem                           | 17–20 de abril de 2024    | Antibes     | 4     | GER Alemanha CAN Canadá ESP Espanha JPN Japão |      |

## Medalhistas
| Evento               | Ouro | Prata | Bronze |
| -------------------- | --- | --- | --- |
| Masculino (Detalhes) | Trevon Jenifer Nate Hinze Jeromie Meyer Paul Schulte John Boie Jorge Salazar Fabian Romo AJ Fitzpatrick Jacob Williams Talen Jourdan Steve Serio Brian Bell USA Estados Unidos  | Lee Fryer Jim Palmer Abdi Jama Kyle Marsh Lee Manning Simon Brown Gregg Warburton Phil Pratt Peter Cusack Harry Brown Ben Fox Terry Bywater GBR Grã-Bretanha                                               | Aliaksandr Halouski Thomas Reier Alexander Budde Matthias Güntner Julian Lammering Jan Sadler Jan Haller Jens Eicke Albrecht Nico Dreimüller Lukas Glossner Tobias Hell Thomas Böhme GER Alemanha |
| Feminino (Detalhes)  | Bo Kramer Sylvana van Hees Xena Wimmenhoeve Jitske Visser Julia van der Sprong Chèr Korver Ylonne Post Lindsay Frelink Ilse Arts Saskia Pronk Carina Versloot NED Países Baixos | Rose Hollermann Alejandra Ibáñez Kaitlyn Eaton Courtney Ryan Abigail Bauleke Bailey Moody Josie Aslakson Emily Oberst Lindsey Zurbrugg Ixhelt González Natalie Schneider Rebecca Murray USA Estados Unidos | Huang Xiaolian Zhang Meimei Guidi Lyu Zhang Xuemei Dai Jiameng Chen Xuejing Chen Jingwen Qiu Qiaoling He Xiang Long Yun Lin Suiling Tonglei Zhang CHN China                                       |

### Quadro de medalhas
País sede destacado
| Ordem | País               | Medalha de ouro | Medalha de prata | Medalha de bronze |   |
| ----- | ------------------ | --------------- | ---------------- | ----------------- | - |
| 1     | USA Estados Unidos | 1               | 1                |                   | 2 |
| 2     | NED Países Baixos  | 1               |                  |                   | 1 |
| 3     | GBR Grã-Bretanha   |                 | 1                |                   | 1 |
| 4     | GER Alemanha       |                 |                  | 1                 | 1 |
|       | CHN China          |                 |                  | 1                 | 1 |
| TOTAL | TOTAL              | 2               | 2                | 2                 | 6 |